# Günther Stranner
Günther Stranner (ur. 26 kwietnia 1967 w Gmünd) – austriacki skoczek narciarski. Najlepsze wyniki w Pucharze Świata osiągnął w sezonie 1988/1989, kiedy zajął 31. miejsce w klasyfikacji generalnej. 
Największe sukcesy tego skoczka to drużynowy srebrny medal mistrzostw świata z Seefeld oraz brązowy medal mistrzostw świata juniorów wywalczony indywidualnie w 1985 w Täsch.

## Puchar Świata w skokach narciarskich

### Miejsca w klasyfikacji generalnej
- sezon 1985/1986: 46
- sezon 1986/1987: 36
- sezon 1987/1988: 32
- sezon 1988/1989: 31
- sezon 1989/1990: 43

#### Miejsca na podium w zawodach indywidualnych chronologicznie
1. Oslo – 20-03-1988 (3. miejsce)

## Igrzyska olimpijskie
- Indywidualnie
  - 1988 Calgary (CAN) – 20. miejsce (duża skocznia), 20. miejsce (normalna skocznia)

- Drużynowo
  - 1988 Calgary (CAN) – 5. miejsce

## Mistrzostwa świata juniorów
- Indywidualnie
  - 1985 Täsch (SUI) – brązowy medal

## Mistrzostwa świata
- Indywidualnie
  - 1985 Seefeld in Tirol – 26. miejsce (duża skocznia), 13. miejsce (mała skocznia)
  - 1989 Lahti – 39. miejsce (duża skocznia)

- Drużynowo
  - 1985 Seefeld in Tirol – srebrny medal

## Mistrzostwa Świata w lotach
- Indywidualnie
  - 1988 Oberstdorf (GER) – 5. miejsce